# The Braaid

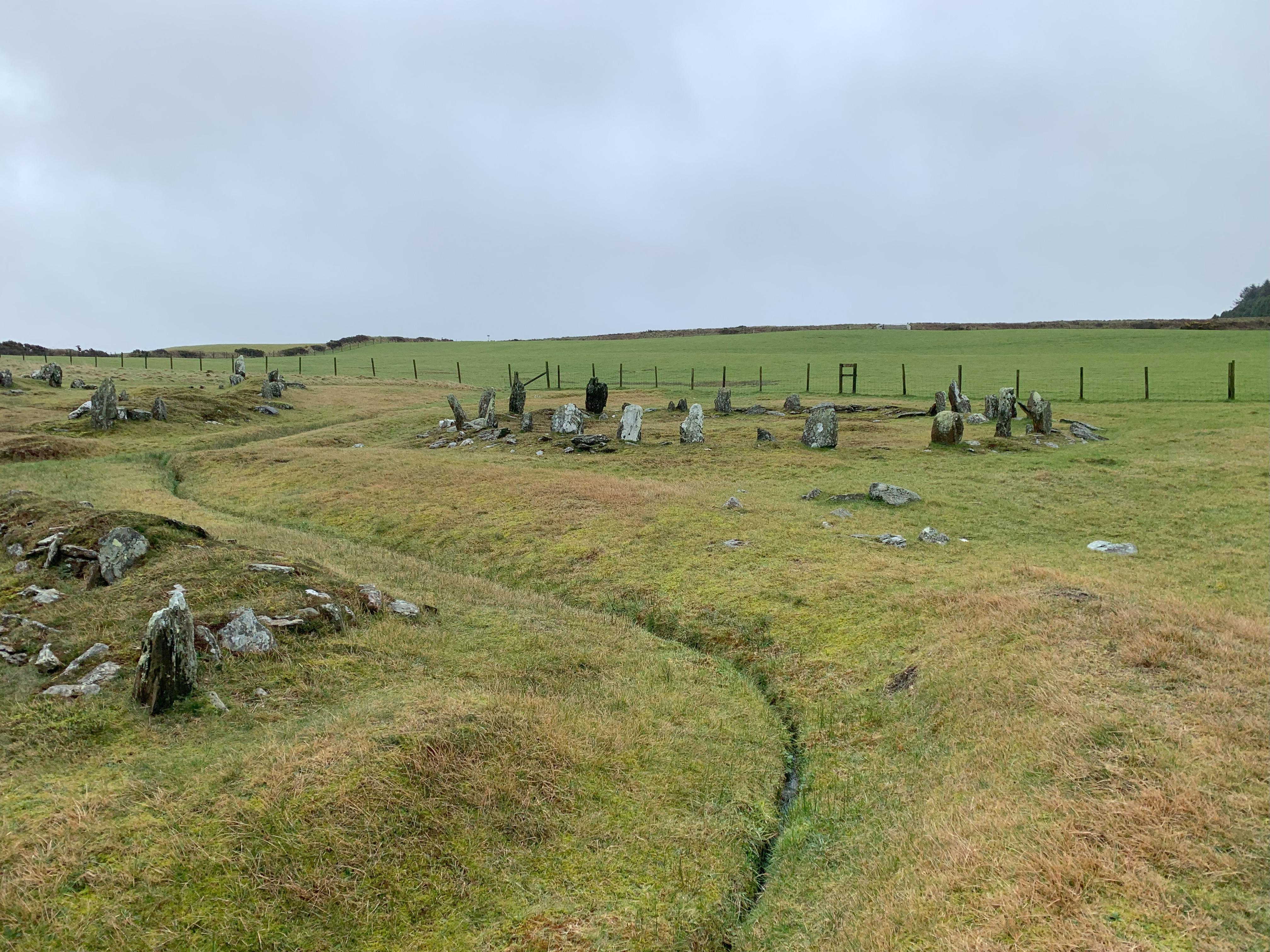
Het roundhouse vanuit het zuiden (met linksvoor een stukje van langhuis 1 (de stal) en linksachter een stukje van langhuis 2 (het huis).

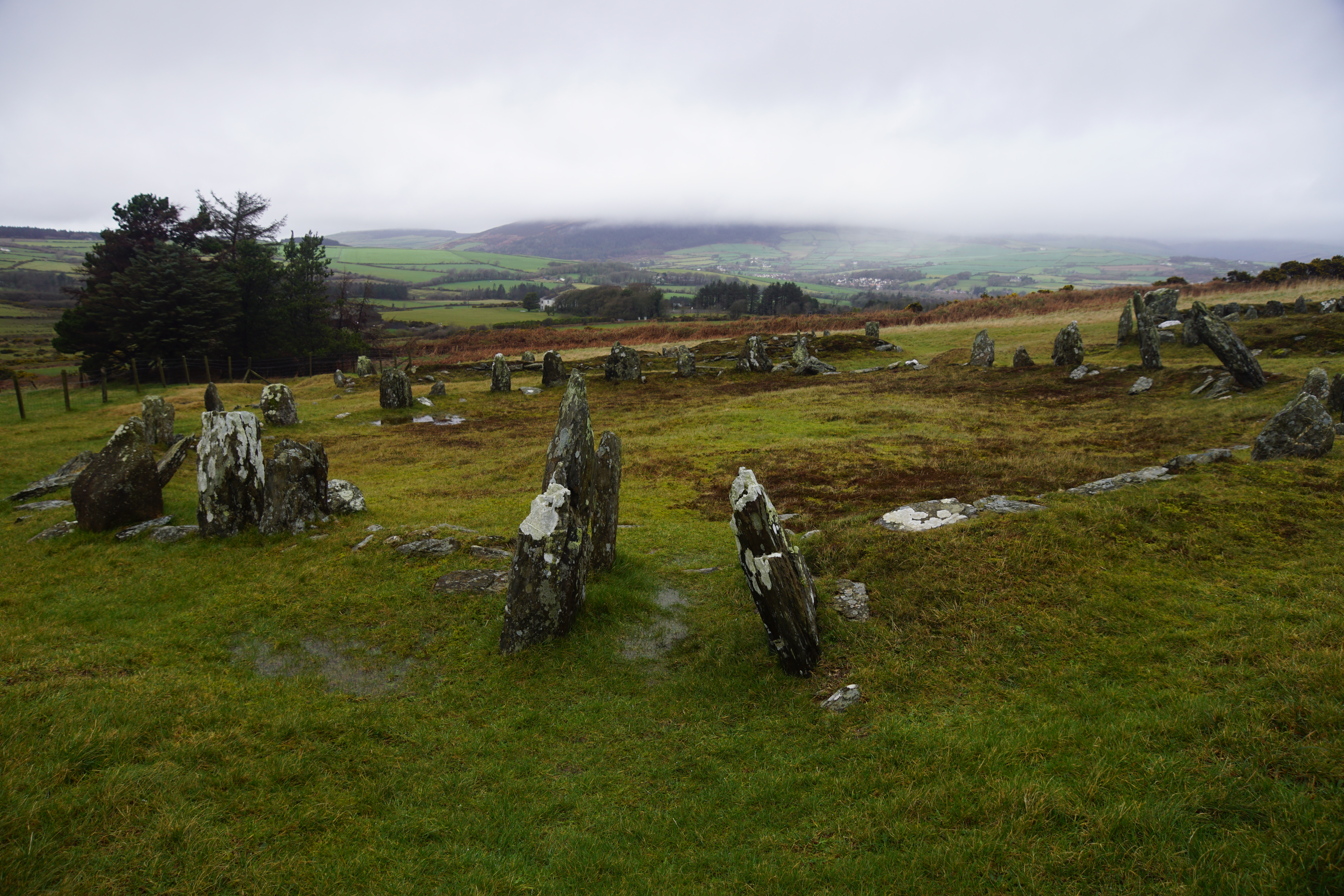
Het roundhouse vanuit het westen met vooraan de ingang.

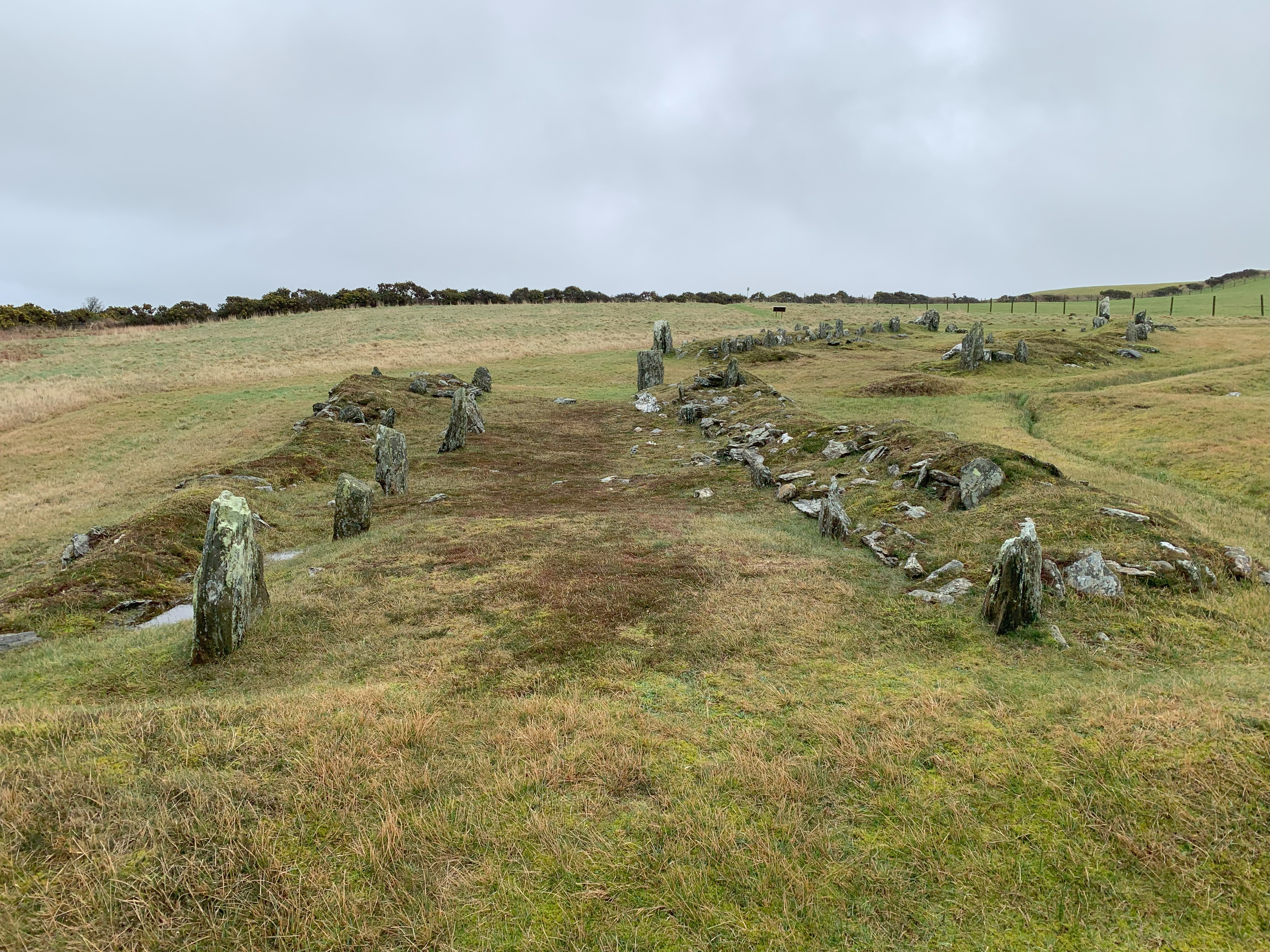
Langhuis 1 (stal), vanuit het westen.

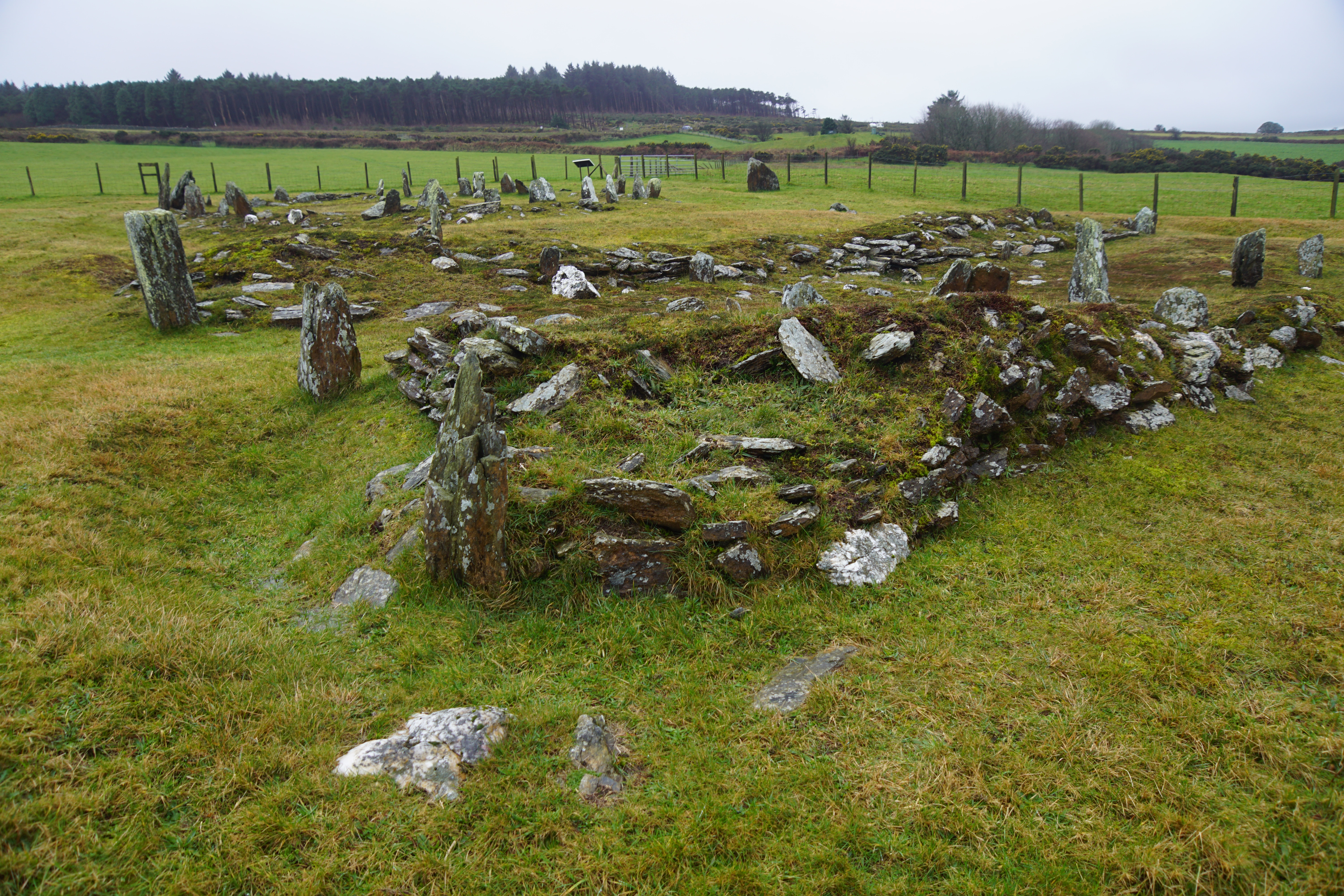
Langhuis 1 (stal) vanuit het noorden met op de achtergrond het roundhouse.

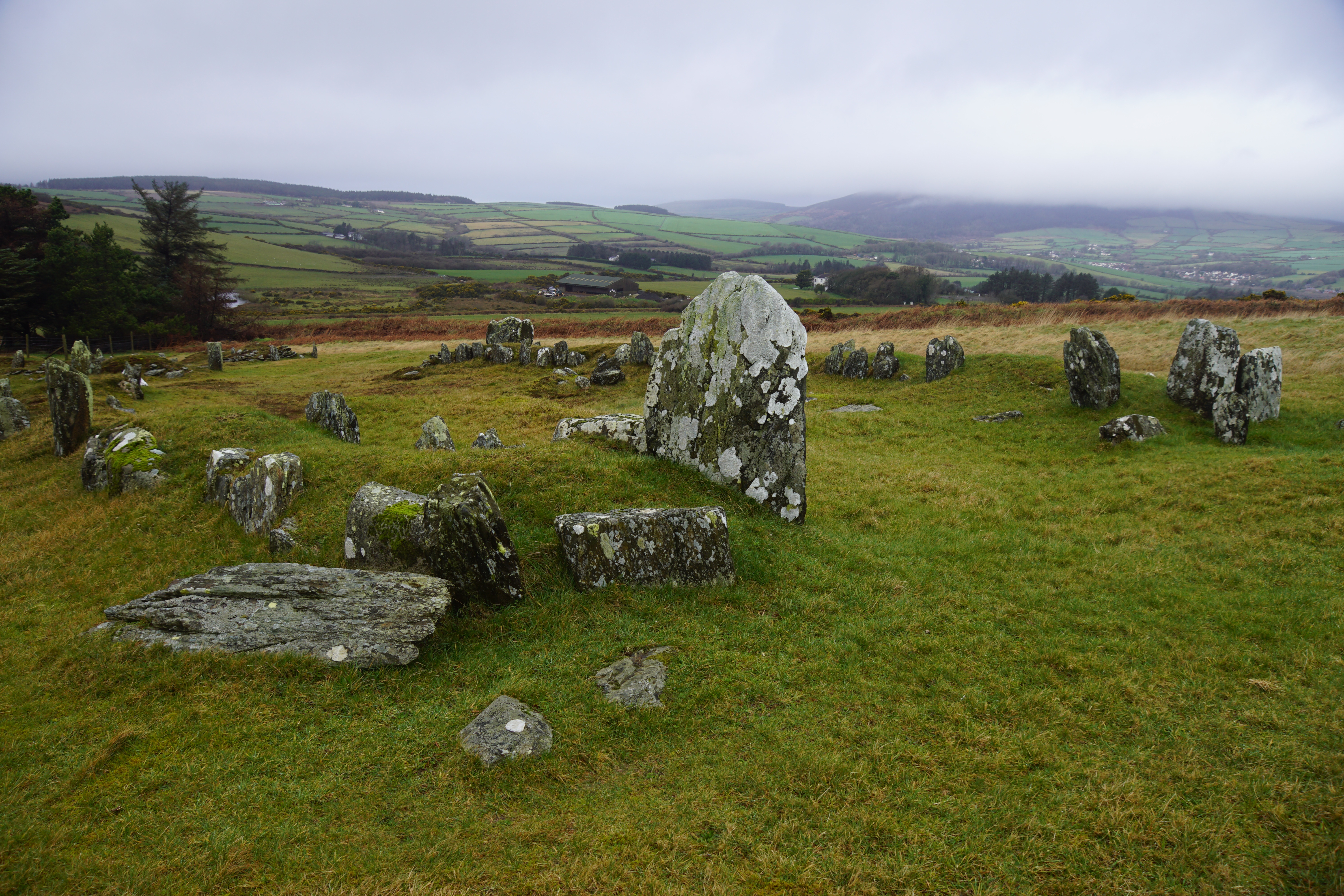
Langhuis 2 (huis), vanuit het noorden.

The Braaid, ook The Braaid Circle, is een combinatie van een roundhouse uit de ijzertijd en twee langhuizen uit de Vikingperiode, gelegen in het agrarisch district The Braaid in de parish Marown op het eiland Man.

## Beschrijving en interpretatie
The Braaid is gelegen in een veld aan de noordzijde van Cooil Road, zo'n 750 meter ten noordoosten van de Braaid-rotonde.
Toen deze locatie ontdekt werd in de negentiende eeuw werd aangenomen dat het een prehistorisch ritueel complex betrof, bestaande uit een steencirkel en mysterieuze stenen uitlijningen (alignments). In 1962  werd geconcludeerd dat deze plek drie structuren hadden die een boerderij uit de Vikingtijd vormden.
Het roundhouse ligt het hoogste op de heuvel en wordt door een beekje in het landschap gescheiden van de langhuizen. Dit beekje loopt aan de oostzijde van het roundhouse in een bocht naar de zuidpunt van het roundhouse. Hier ligt aan de zuidzijde het eerste langhuis waarvan de lengteas bijna oost-west loopt (eerder oostzuidoost-westnoordwest). Ten oosten van het eerste langhuis en ten oosten van het roundhouse ligt het tweede langhuis waarvan de lengteas noordwest-zuidoost loopt.

### Roundhouse
Het roundhouse uit de late ijzertijd (600-700) (coördinaten: 54°09'26.6"N 4°33'59.4"W) lijkt op een steencirkel met een aarden wal eromheen. Een aantal stenen werd na onderzoekingen heropgericht. Er staan 29 rechtopstaande stenen. De ruimte tussen de staande stenen was oorspronkelijk opgevuld tot een muur. En tezamen met een andere aan de buitenkant opgetrokken, concentrische muur ondersteunde deze een kern van aarde, waarvan een lage wal is overgebleven van bijna twee meter breed. Buitenom bevond zich een kleine geul wellicht het resultaat van regen die van het overhangende dak afdroop; het type dak is echter niet bekend. De twee grotere staande stenen aan de westzijde vormden vermoedelijk de ingang tot het roundhouse. De toegang tussen de twee stenen is 1,2 meter. Het is mogelijk dat er ook een portiek aan de buitenzijde was.
De datering en het oorspronkelijke doel van het roundhouse zijn niet 100% zeker, maar het is hoogstwaarschijnlijk het oudste bouwwerk op deze locatie en diende als woning en later als stal of als kraal voor dieren toen de latere langhuizen werden bewoond.

### Langhuizen
Aan de noordzijde, lager op de heuvel dan het roundhouse, en aan de oostzijde liggen twee langhuizen uit de Vikingperiode (900-1000). Het grootste van de twee langhuizen (in de tekst hieronder het tweede) was vermoedelijk in gebruik als woonhuis en de kleinere (in de tekst hieronder het eerste) als stal.
Van het eerste langhuis (coördinaten: 54°09'27.2"N 4°33'59.7"W) zijn twee lage, parallele stenen muren in een bredere aarden wal van twee meter breed en 0,5 meter hoog overgebleven. Het huis is 17 meter lang en 6,1 meter breed. De gevelmuren ontbreken aan de beide zijden. In de noordelijke muur bevindt zich een ongebruikelijke, stenen box, waarvan het doel onbekend is.  Aan het oostelijk uiteinde bevonden zich een stel deuropeningen die later dicht zijn gemaakt. Een serie van platte staande stenen binnen was vermoedelijk een indeling om dieren te stallen. Het type dak is niet bekend.
Van het tweede langhuis (coördinaten: 54°09'27.0"N 4°33'58.3"W) zijn twee, meer krommende muren van bijna twee meter dik overgebleven. Het huis is 19,8 meter lang en 7,9 meter breed. De muren worden gevormd door een aarden wal die met stenen aan de buitenkant is bekleed. Deze muren kunnen een zwaar dak ondersteunen. Ook hier missen de gevels aan beide kanten; vermoedelijk waren deze gemaakt van turf en hout.

## Folklore
Er gaat een verhaal over The Braaid dat in de jaren zestig van de negentiende eeuw twee mannen de stenen van de Braaid Circle wilden weghalen om er een muur mee te bouwen. Eenmaal begonnen kreeg de ene man een hevige pijn in zijn been en de ander een soortgelijke pijn in zijn arm. Ze stopten en gingen naar huis. Niemand is sindsdien aan de stenen gekomen en zijn ze gelaten waar ze nu zijn. Het been en de arm van de mannen herstelden nooit en ze bleven nutteloos voor de rest van hun leven.

## Beheer
The Braaid wordt beheerd door Manx National Heritage.
De locatie is bereikbaar via een voetpad dat de heuvel afloopt vanaf de Cooil Road. Deze weg heeft bij deze locatie een parkeerhaven; de weg heeft geen snelheidslimiet.